# Pjotr Sacharowitsch Sacharow-Tschetschenez

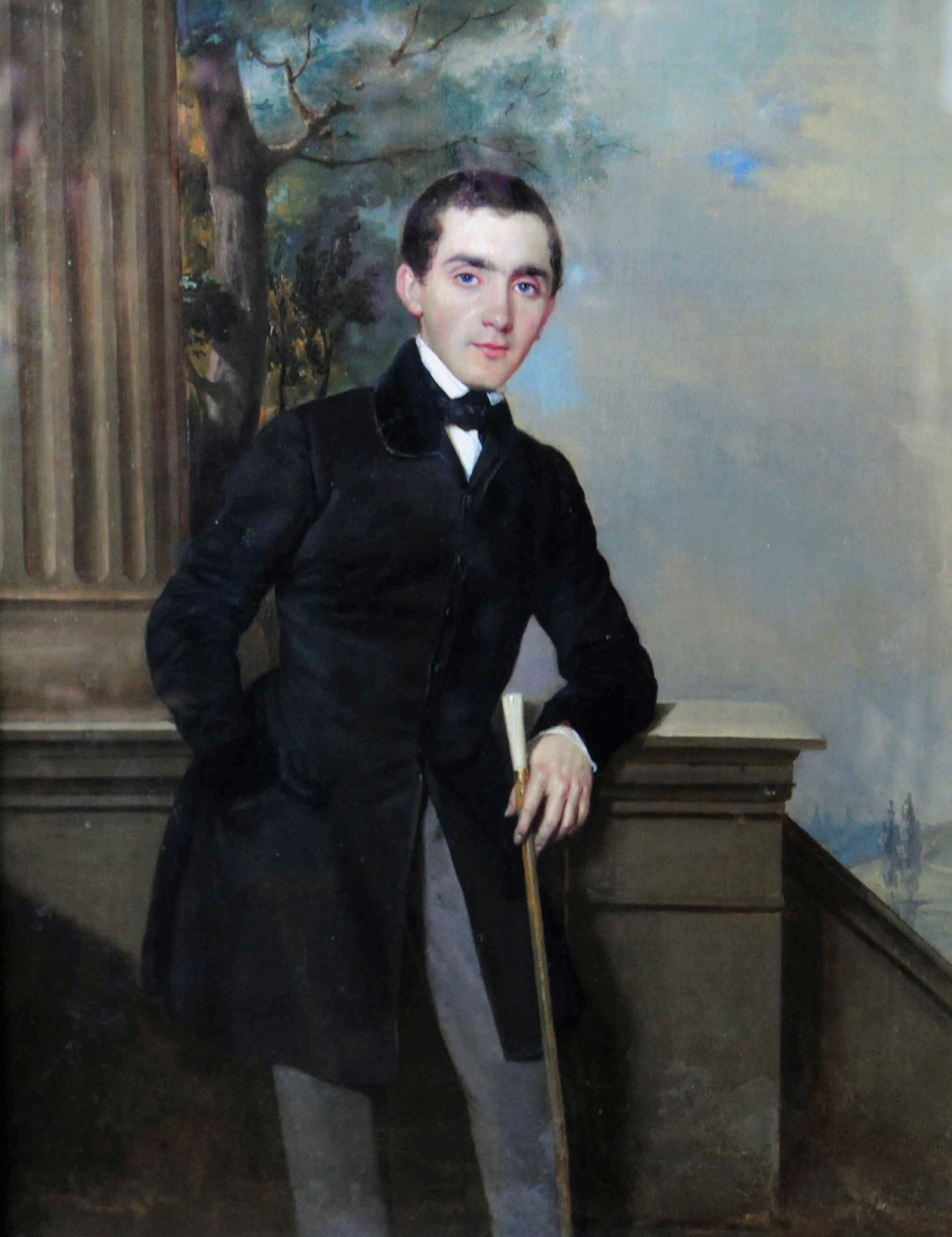
Pjotr Sacharowitsch Sacharow-Tschetschenez (Selbstporträt, 1833–1834)

Pjotr Sacharowitsch Sacharow-Tschetschenez (russisch Пётр Захарович Захаров-Чеченец; * 1816 im Aul Dadi-Jurt bei Gudermes; † August 1846 in Moskau) war ein russischer Maler tschetschenischer Herkunft.

## Leben
In dem im Kaukasuskrieg (1817–1864) von russischen Soldaten unter der Führung General Alexei Petrowitsch Jermolows 1819 gestürmten und zerstörten tschetschenischen Aul Dadi-Jurt sah Jermolow neben einer toten jungen Frau einen noch lebenden etwa dreijährigen Jungen. Den Jungen übergab er dem Kosaken Sachar Nedonossow aus der Staniza Borosdinowskaja in Tschetschenien zur Pflege und Erziehung, bei dem der Junge aufwuchs und nach dem er seinen Namen erhielt. 1823 nahm General Jermolow Sacharow zu sich, der selbständig das Lesen, Schreiben und vor allem Zeichnen gelernt hatte. Sie lebten bis 1828 in Tiflis.
Als Jermolow in den Ruhestand ging und sich mit seiner Familie in Moskau niederließ, ließ er Sacharow von dem Porträtisten Lwow Alexandrowitsch Wolkow ausbilden. 1833 wurde Sacharow nur als Gasthörer in die St. Petersburger Akademie der Künste aufgenommen, da Ausländer und Leibeigene nicht zum Studium zugelassen werden durften. Er studierte bei Alexander Iwanowitsch Sauerweid mit einem Stipendium der Kaiserlichen Gesellschaft zur Förderung der Künste und schloss 1836 das Studium als Freier Künstler ab mit Abschlusszeugnis und dem Recht auf erbliche Ehrenbürgerschaft. Als Künstler signierte er seine Bilder mit Sacharow-Tschetschenez oder Dadajurtski.
1835 erhielt Sacharow eine Extra-Silbermedaille für das Gemälde einer alten Frau beim Kartenspiel. Er wurde schnell bekannt und wurde als guter Porträtist N. N. Murawjow und Jelisaweta Alexejewna Arsenjewa empfohlen, die dann ein Porträt ihres Enkels Michail Jurjewitsch Lermontow bestellte. Sacharow wurde ein Freund Lermontows, der ihm 1839 das Gedicht Mzyri widmete. Der Künstler Karl Pawlowitsch Brjullow bezeichnete Sacharow als seinen Nachfolger im Bereich Porträtmalerei.
1836 warb Sacharow um die Tochter Glafira Lwowna seines damaligen Ausbilders Lwow Wolkow. Wolkow lehnte die Werbung ab, schickte die Tochter in den Kaukasus und verheiratete sie mit dem französischen Emigranten Berthier de la Garde.
Um seine materielle Situation zu verbessern, trat Sacharow als Zeichner in das Departement für Militärsiedlungen des Kriegsministeriums ein. Allerdings verschlimmerte sich seine Schwindsucht, so dass er 1842 diese Stellung aufgeben musste. 1843 fertigte er ein Porträt des Generals Jermolow an, für das er von der St. Petersburger Akademie der Künste eine Goldmedaille und die Ernennung zum Akademiemitglied erhielt.
Sacharow kehrte nach Moskau zurück und freundete sich mit der Familie des Arztes I. P. Postnikow an. Im Januar 1846 heiratete Sacharow Postnikows Schwester Alexandra Petrowna Schaffer mit Jermolow als Trauzeugen. Einige Monate später starb Alexandra Petrowna an der Schwindsucht. Im August 1846 starb Sacharow selbst an der Schwindsucht. Er wurde auf dem Wagankowoer Friedhof begraben. Im Juli 2017 wurde das Grab des Ehepaars Sacharow von Sacharows Biografin Madina Chasmagomelowna Schachbijewa gefunden.
Bis zum Ersten Tschetschenienkrieg konnte in Grosny das Tschetschenisch-Inguschische Sacharow-Kunstmuseum besucht werden.
Sacharows Bild der verlassenen Weiden am Mittag erwähnte Anthony Marra in seinem Buch The Tsar of Love and Techno: Stories (2015).
2016 zu Sacharows 200. Geburtstag wurde in Grosny die Jugend-Kunstschule Nr. 2 nach Sacharow benannt, die Union der Schriftsteller der Republik Tschetschenien gab eine Jubiläumsmedaille heraus, und die Potschta Rossii gab eine Postkarte mit Sacharows Selbstporträt heraus. Seit Oktober 2017 gibt es in Grosny den Sacharow-Platz.

## Werke

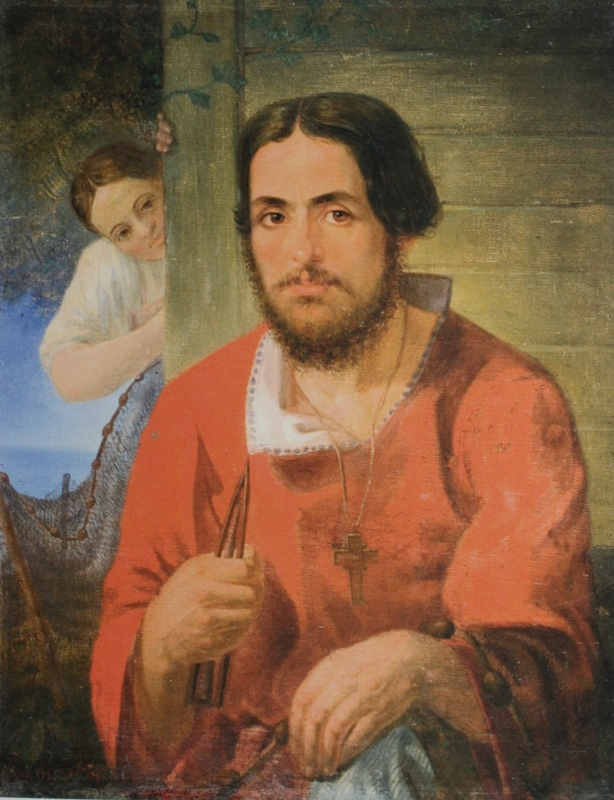
Der Fischer, 1836, Kunstmuseum Woronesch
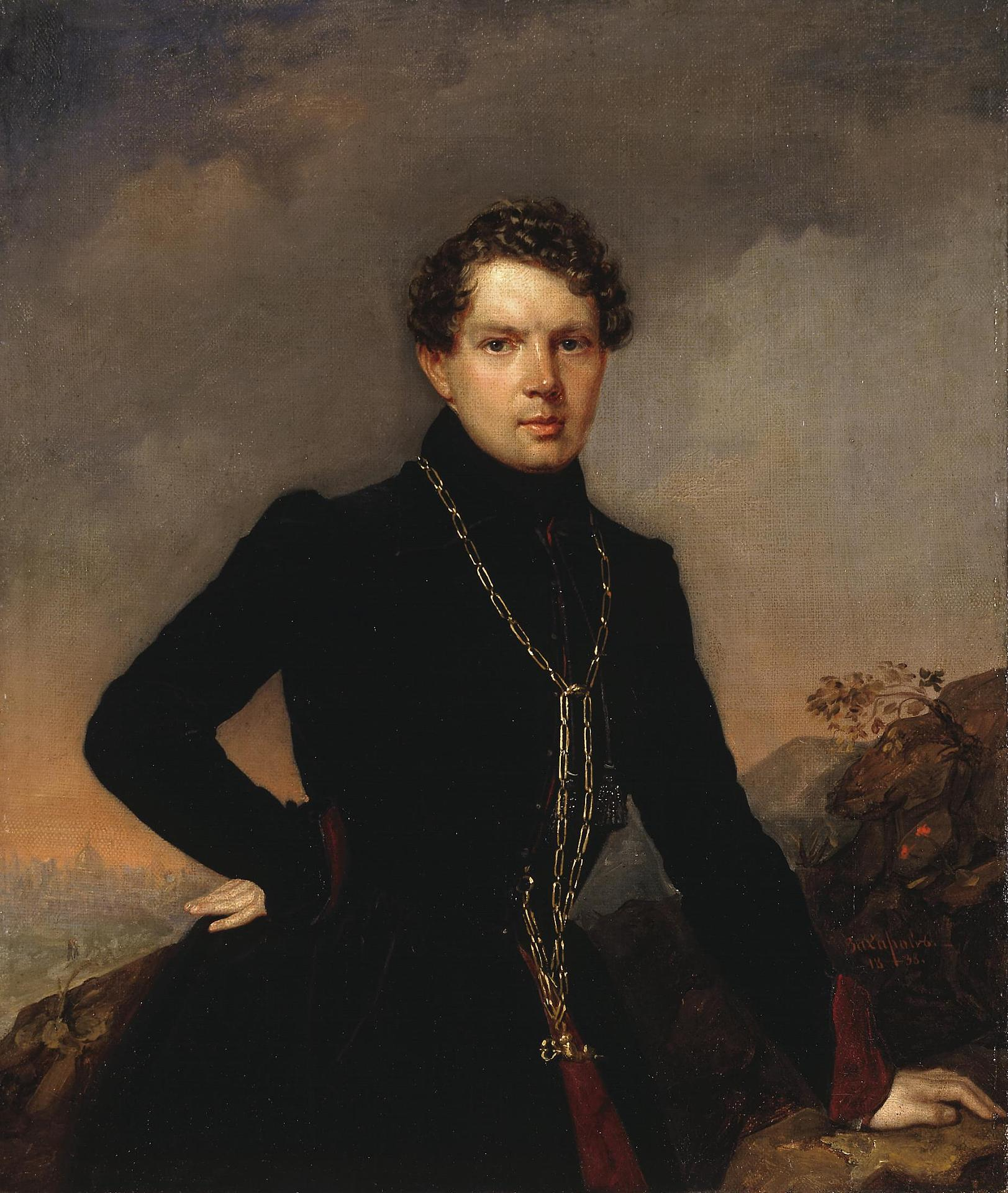
Andrei Nikolajewitsch Murawjow, 1838,  Eremitage, St. Petersburg
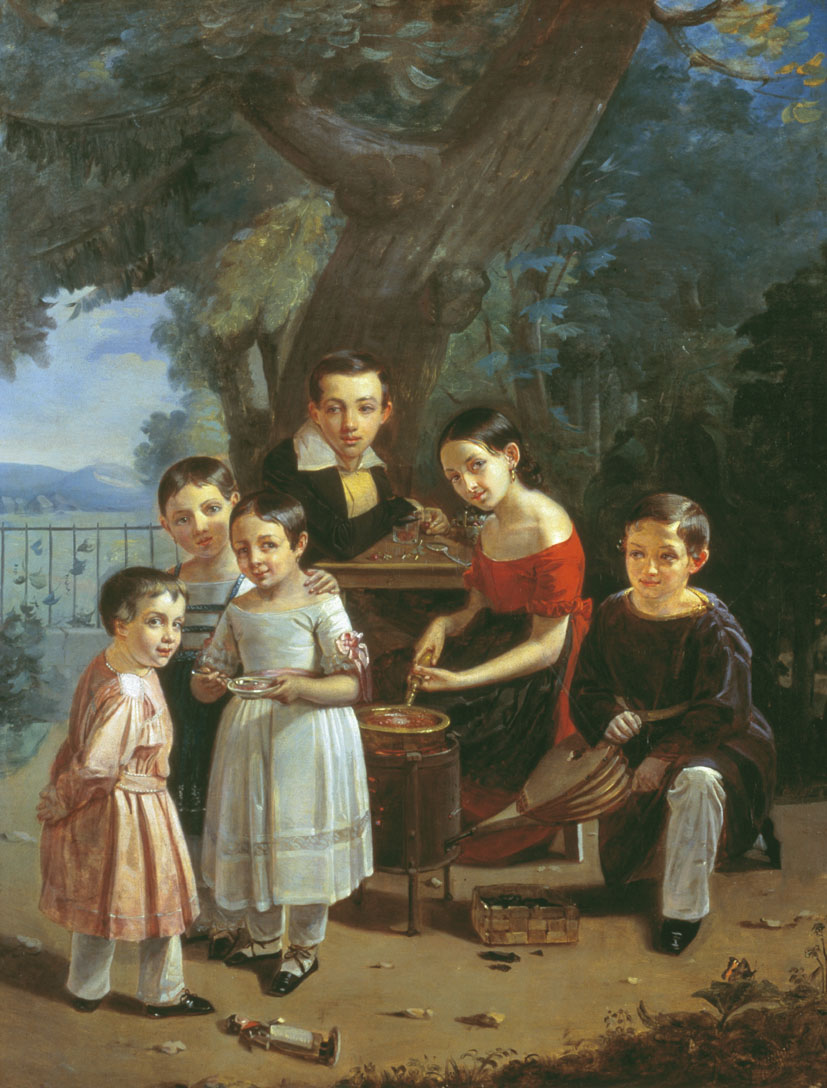
Kinder bei den Jermolows, 1839, Tretjakow-Galerie, Moskau
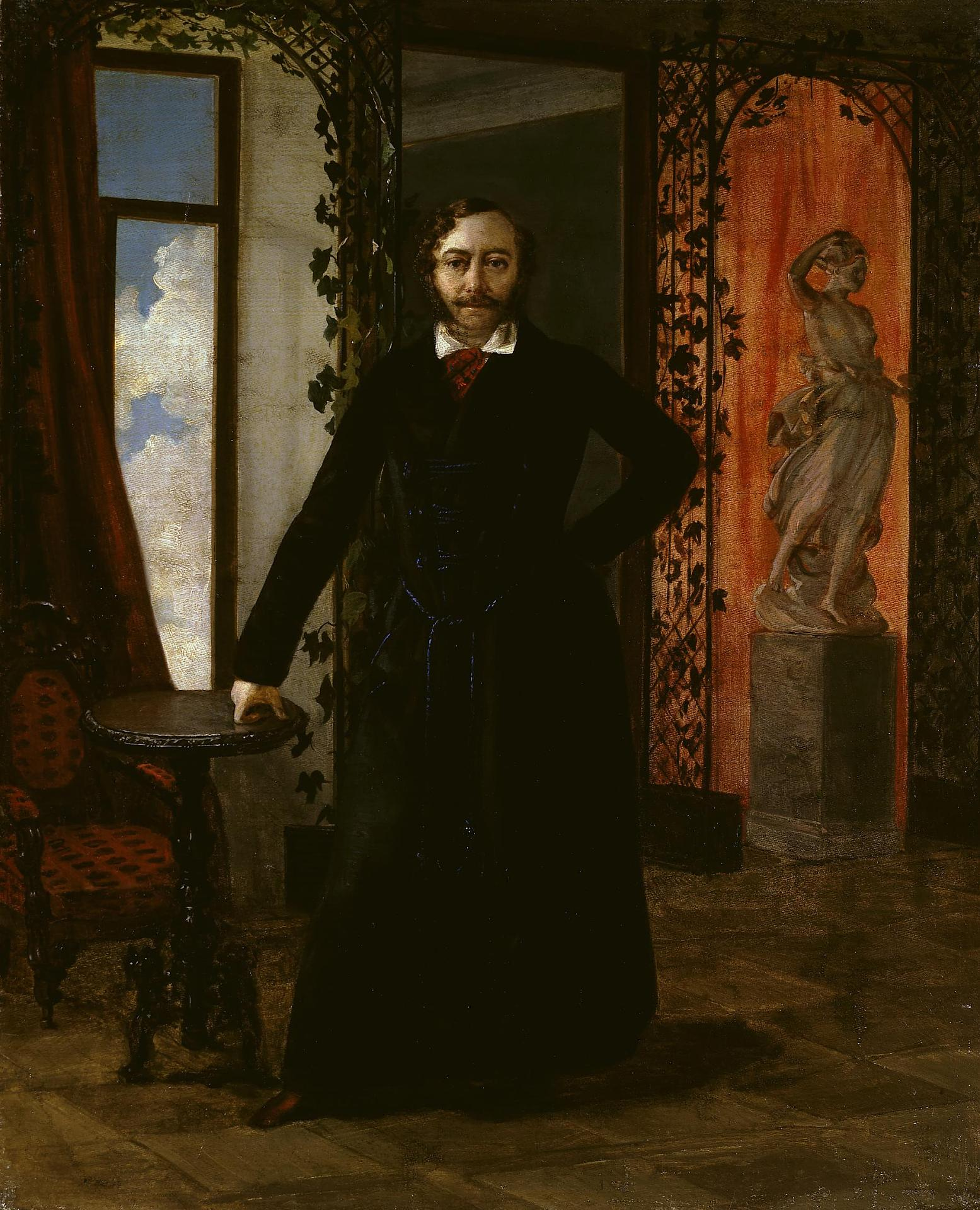
Der Soldat außer Dienst, 1840, Eremitage, St. Petersburg
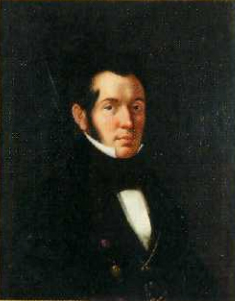
Iwan Petrowitsch Matjuschenko, nach 1840, Museum der Medizingeschichte
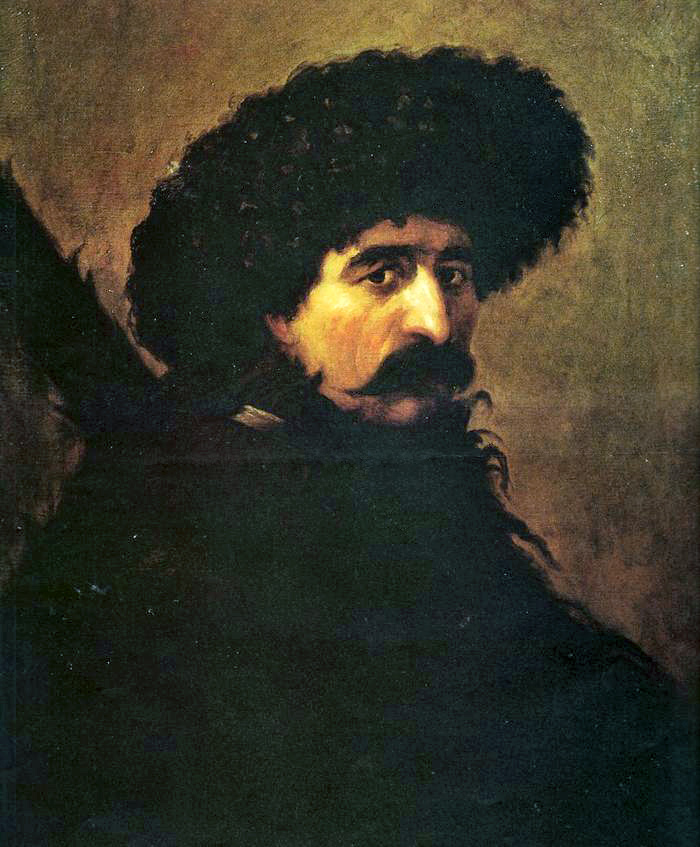
Selbstporträt, 1842
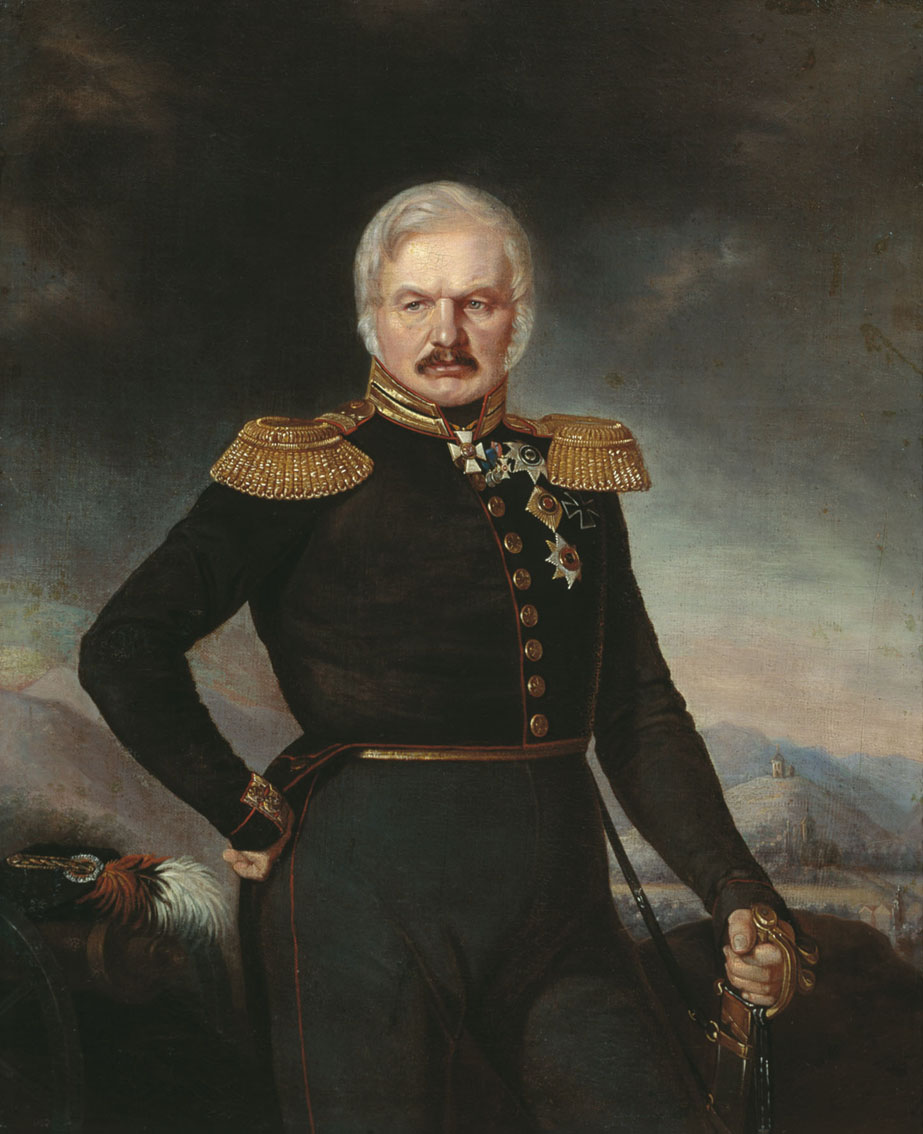
General Jermolow, etwa 1843, Tropinin-Museum, Moskau
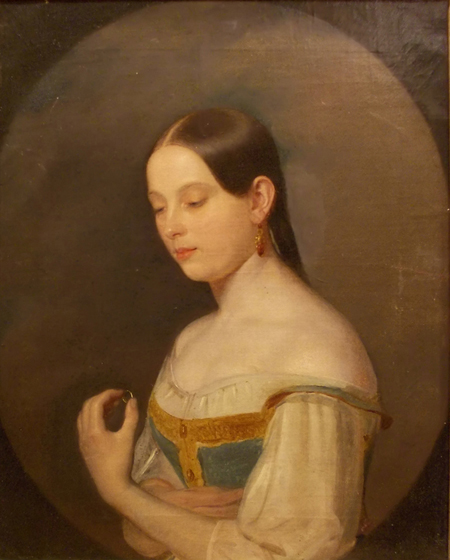
Glafira Lwowna Berthier de la Garde, Tropinin-Museum, Moskau
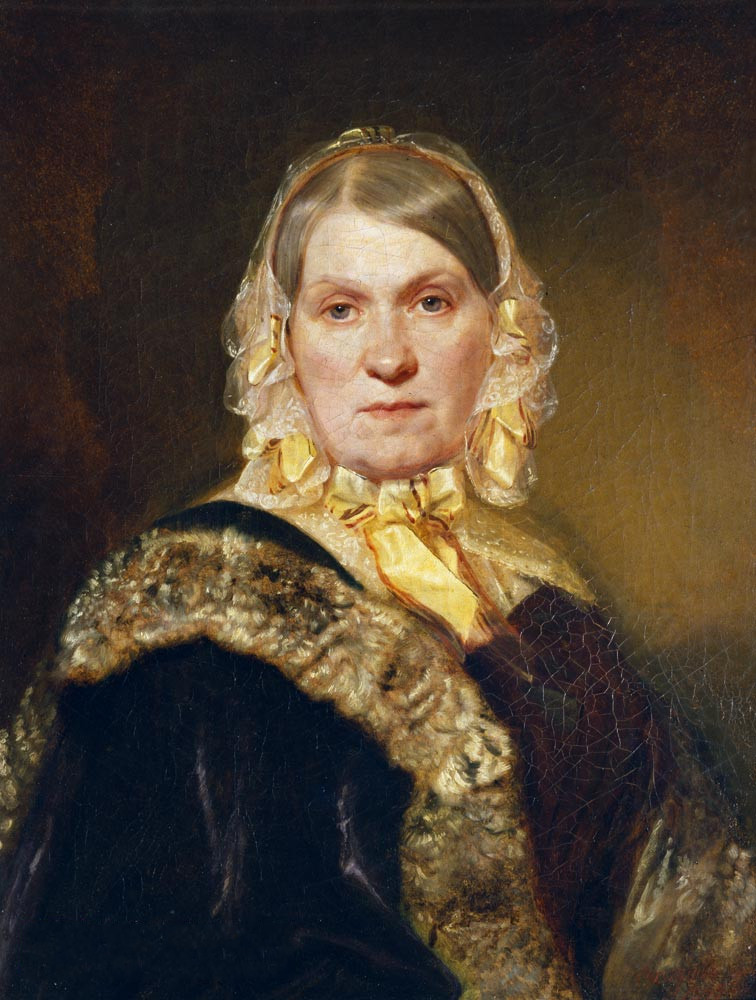
N. A. Postnikowa (Sacharows Schwiegermutter)